# La lógica de la investigación científica
La lógica de la investigación científica (en alemán: Logik der Forschung) es un libro de Karl Popper escrito en 1934. Fue originalmente redactado en alemán, pero el mismo Popper lo volvió a escribir unos años más tarde en inglés para ser publicado en 1959 con el título The Logic of Scientific Discovery. Es un caso poco corriente de una obra importante escrita en dos idiomas distintos por el mismo autor, en lugar de ser traducida. Peter Medawar dijo de ella que era "uno de los documentos más importantes del siglo XX." Popper argumenta en su libro que la ciencia debe seguir una metodología basada en la falsación, ya que por muchos que sean los experimentos que se realicen para verificar (según dirían los inductivistas en sentido estrecho) o confirmar (si se toma el caso de los inductivistas en sentido amplio) una teoría, solo basta uno para demostrar que es falsa. En este sentido, Popper se vale de la lógica de predicados de primer orden para dar cuenta de dicho fenómeno. Según Popper, la ciencia nunca puede confirmar definitivamente una hipótesis, pero sí puede refutarla definitivamente deduciendo una consecuencia observable de la misma y mostrando que dicha consecuencia no se cumple. Este procedimiento de refutación sigue la forma de un modus tollens:
- La hipótesis H implica la consecuencia observable O.
- La consecuencia observable O no es el caso.
- Por lo tanto, la hipótesis Y tampoco es el caso.
- La validez de este razonamiento contrasta con la invalidez de los intentos de confirmación de una hipótesis:
- La hipótesis H implica la consecuencia observable O.
- La consecuencia observable O es el caso.
- Por lo tanto, la hipótesis H también es el caso.

Este razonamiento es un caso de afirmación del consecuente, y por lo tanto no es un razonamiento válido. En consecuencia, mientras las refutaciones tienen la forma de un argumento deductivamente válido, las confirmaciones tienen la forma de un argumento deductivamente inválido, y a lo sumo tienen la fuerza de un razonamiento inductivo.
En este sentido, Popper sostiene que las teorías científicas se caracterizan por la Falsabilidad.
Posteriormente el libro sería editado en español en 1962 con el título La lógica de la investigación científica.

## Términos y definiciones relevantes
- Corroboración
- Contrastabilidad o Falsabilidad, según la traducción (Testability en el original inglés[3])
- Criterio de Demarcación
- Enunciados atómicos
- Enunciados básicos o de prueba
- Enunciados existenciales
- Enunciados metafísicos
- Enunciados de probabilidad
- Enunciados singulares
- Enunciados sintéticos
- Enunciados universales
- Inducción
- Ley Natural
- Ley Universal
- Teoría
- Verificación